# Массовое убийство в школе № 88
Массовое убийство в школе № 88 произошло утром 26 сентября 2022 года в Ижевске (Удмуртия) на Пушкинской улице. В результате стрельбы погибли 18 человек, 25 (среди которых 23 — дети) получили ранения различной степени тяжести. После стрельбы нападавший, Артём Казанцев, покончил с собой. Массовое убийство является вторым по количеству жертв в учебном заведении в современной России.

## Ход событий
Камера, расположенная у двери подъезда Казанцева, зафиксировала его выход из дома в 10:23.
Утром 26 сентября вооружённый мужчина в майке с нацистской символикой и балаклаве ворвался в школу. Как выяснилось позже, с собой у него было 44 магазина с 352 патронами.
Вошёл мужчина весь в чёрном, в маске с вырезом. Он зашёл молча, я услышал хлопок. Подумал, что это взрыв или пиротехника. А потом увидел пистолет. Я был на расстоянии 20 метров от него. Он сразу же начал стрелять, без криков, без требований. Когда убил охранника, выстрелил в меня. Пуля мне попала в правую часть груди. К счастью, она прошла навылет.Ученик 10 класса средней школы № 88
Первой жертвой стал 73-летний охранник Николай Киселев, пытавшийся оказать ему сопротивление. Также здесь убийца стреляет в уборщицу Людмилу Федорову и убивает гардеробщицу Гульшат Рафикову. 
Затем Казанцев направился к кабинету ИЗО, где убил Светлану Суханову и открыл огонь по ученикам 1 «А» класса, убив троих. 
После этого стрелок вернулся ко входу и поднялся на второй этаж, убив второго охранника, Риназа Замалутдинова, который успел сообщить о стрельбе начальнику охраны . На втором и третьем этаже убийца ходил по кабинетам, дергая за дверные ручки и стреляя в замки. Здесь были застрелены трое учеников и учительница Светлана Ведерникова. Согласно словам третьеклассницы, ставшей свидетельницей стрельбы, дети спрятались под партами, из-за чего Казанцев не заметил их и, выстрелив в учительницу, пошёл дальше, крича «Твари, вы где?». 
На четвёртом этаже стрелок зашел в кабинет 403, в котором у 9 «Г» класса был урок английского языка, перед этим застрелив учительницу Маргариту Сахарных, которая вышла в коридор. В кабинете Казанцев убил пять девятиклассников, из которых трое умрут в больнице, и покончил с собой .

## Личность подозреваемого
По данным СК РФ, нападение совершил Артём Игоревич Казанцев, выпускник данной школы, 29 января 1988 года рождения. Казанцев жил недалеко от школы, саму школу окончил с тройками и четвёрками в 2005 году, после чего поступил в техникум.
На момент преступления Казанцев жил с мамой и бабушкой, которая работала в этой школе вахтёром. Со слов одноклассников, в детстве он был тихим и скромным ребёнком, при этом веселым и позитивным. Не конфликтовал, не дрался, играл в футбол, часто ходил к игровым автоматам. Его детским прозвищем было «Ёжик» из-за короткой стрижки.
Соседи же рассказывали, что в последние годы Казанцев всегда ходил в чёрном, отрастил длинные ногти и волосы, был необщительным и часто вступал в конфликты.
Казанцев привлекался к суду после нападения с ножом на двух человек днём 7 декабря 2008 года — тогда он ударил в спину незнакомого ему подростка, а через 20 минут после этого ударил в спину и плечо женщину. Дело рассматривал мировой судья. Судебно-психиатрической экспертизой было установлено, что подсудимый в момент совершения преступлений находился в состоянии невменяемости. Суд счёл, что Казанцев не подлежал уголовной ответственности, поскольку совершил преступление небольшой тяжести, причинив лёгкий вред здоровью потерпевшим, и в мае 2009 года вынес постановление о прекращении уголовного дела и об отказе в применении принудительных мер медицинского характера.
Казанцев наблюдался в психоневрологическом диспансере с диагнозом «шизофрения».
На месте происшествия криминалисты обнаружили 2 травматических пистолета, переделанных под стрельбу боевыми патронами.
На пистолеты Казанцева были нанесены надписи «Columbine» и «Eric Dylan». По данным Следственного комитета, мужчина являлся приверженцем идеологии движения «Колумбайн», которое признано в России террористическим. 
По информации различных Телеграм-каналов, через 20 минут после нападения на электронную почту школы пришло письмо от некоего Тамерлана. Отправитель сообщил о готовящемся нападении, уточнил, что не состоит в экстремистских организациях и не предъявляет политических требований, а главным мотивом назвал «ненависть». Правоохранители занялись проверкой связи этих угроз с предполагаемым автором Артёмом Казанцевым, на чьём огнестрельном арсенале также значилось «ненависть». Это слово было написано и на футболке Владислава Рослякова, который в 2018 году совершил вооружённое нападение на политехнический колледж Керчи.
В квартире Казанцева, где он проживал с бабушкой, обнаружены 5 мобильных телефонов и компьютер. В компьютере Казанцева нашли предсмертную записку, в которой говорилось о том, что к преступлению он готовился больше года, там он рассказал, как нелегально приобрёл оружие и как выбирал место. Также в тексте содержалась информация о том, что Казанцев аполитичен и нерелигиозен, а к людям чувствовал только ненависть.

## Погибшие и пострадавшие
В результате нападения на школу погибли 18 человек. 
Погибшие:

| Учащиеся: - Булдаков Дмитрий Алексеевич, 7 - Кивамов Александр Сергеевич, 7 - Уракова Арина Романовна, 7 - Барышников Кирилл Андреевич, 9 - Овчинников Илья Дмитриевич, 10 - Князева Ева Семеновна, 11 - Афанасьев Владимир Николаевич, 15 - Бабинцев Вячеслав Андреевич, 15 - Ипатов Никита Алексеевич, 14 - Мокрушин Владислав Русланович, 15 - Осотова Софья Владиславовна, 15 | Сотрудники: - Киселёв Николай Александрович, охранник, 73 - Замалутдинов Риназ Рифкатович, охранник, 60 - Федотова Людмила Петровна, уборщица, 67 - Рафикова Гульшат Рафаэльевна, работник гардероба, 40 - Суханова Светлана Ивановна, учитель ИЗО, 53 - Ведерникова Наталья Игоревна, учитель математики, 50 - Сахарных Маргарита Михайловна, учитель английского языка, 57 |

15 пострадавших во время стрельбы в ижевской школе № 88 госпитализировали на лечение в Москву. 14 декабря из московской клиники выписали последнего ребенка, пострадавшего во время нападения на школу.
Глава Удмуртской Республики Александр Бречалов объявил на территории региона траур по погибшим с 26 по 29 сентября. На третий день Ижевск прощался с жертвами стрельбы, а на девятый день во всех храмах города прошли поминальные службы.
8 ноября в больнице в Москве скончалась одна из пострадавших, Людмила Федотова, став восемнадцатой жертвой стрельбы..
11 человек были признаны инвалидами. Один ребёнок оставался в тяжёлом состоянии и был переведён в паллиативное отделение.
По состоянию на 2024 год, один из пострадавших продолжает находиться в критическом состоянии. Пуля, попавшая ему в голову и вышедшая через висок, оставила его парализованным. Спустя 2 года он по-прежнему не приходил в сознание.

## Расследование
28 сентября 2022 года был заключен под домашний арест руководитель частного охранного предприятия ООО «Щит», с которым у школы № 88 был заключен договор на физическую охрану учреждения. 12 января 2024 года Октябрьским районным судом Ижевска в отношении 52-летнего подозреваемого был вынесен приговор. В постановлении суда сказано, что Алексей Злобин, будучи директором предприятия, с которым был заключен договор на охрану школы № 88, не обеспечил безопасность услуг для жизни и здоровья учащихся и сотрудников образовательного учреждения. Кроме того, он дважды изготовил поддельные документы о переводе денежных средств на полмиллиона рублей.
В суде подсудимый признал вину лишь по второму обвинению о подделке финансовых документов. Суд назначил ему наказание в виде 3 лет лишения свободы условно с испытательным сроком на 3 года. 

## Школа № 88
Школа была открыта в 1994 году. С сентября 2012 года является пилотной площадкой по раннему введению ФГОС в основной школе. 
В результате вооруженного нападения 26 сентября здание школы получило серьезные повреждения, и власти решили закрыть ее на капитальный ремонт, учеников временно перевели в другие школы. В здании обновили входную группу, отремонтировали столовую, санузлы, спортзал, лестничные пролеты, кабинеты, заменили электропроводку, закупили новую мебель. 20 февраля 2023 уроки в школе возобновились.

## Последовавшие события

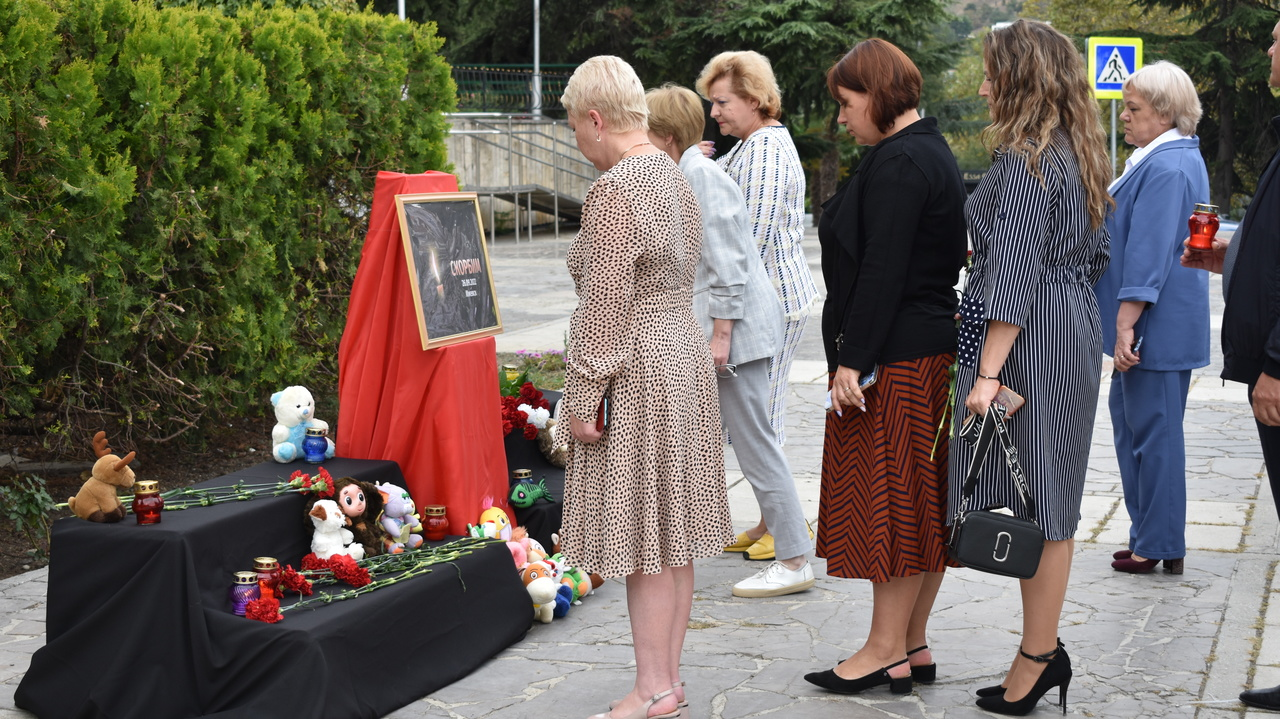
Траурные мероприятия в Алуште

На следующий день после происшествия, 27 сентября, в ряд образовательных учреждений, больниц, торговых центров, в администрацию центрального автовокзала Ижевска поступили звонки о «минировании».
На годовщину стрельбы ученики школы были освобождены от занятий. Для жителей города, желающих почтить память погибших, организовали свободный вход на территорию школы в Сквер памяти. Люди несли к мемориалу цветы и игрушки.

### Комментарии
1. ↑  Не учитывается террористический акт в школе № 1 города Беслана 1—3 сентября 2004 года.